# Grigori Perelman
  Grigori Perelman  (rus: Григорий Яковлевич Перельман)  (Sant Petersburg, 13 de juny de 1966), nom complet amb patronímic Grigori Iàkovlevitx Perelman, rus: Григорий Яковлевич Перельман, és un matemàtic rus. El seu treball sobre el flux de Ricci, el va conduir a demostrar el 2003 la conjectura de Poincaré, un dels problemes fonamentals de les matemàtiques contemporànies des de 1904, mitjançant la revisió del programa de Hamilton. Aquesta fita li va donar reputació internacional i nombroses distincions que ell ha rebutjat sistemàticament.
Investigador de l'Institut de matemàtiques Steklov de Sant Petersburg, la personalitat esquerpa de Perelman ha contribuït a alimentar els debats sobre els seus decisius treballs, que va presentar en una sèrie de conferències als Estats Units d'Amèrica l'any 2003.
El seu resultat sobre la conjectura de Poincaré va ser reconegut oficialment per la comunitat matemàtica que va proposar atorgar-li la medalla Fields el 22 d'agost de 2006 al congrés internacional de matemàtiques per les seves contribucions a la geometria i les seves idees revolucionàries en l'estructura analítica i geomètrica del flux de Ricci. Però Perelman la va refusar malgrat que és considerada la més alta distinció per a un matemàtic. Va qualificar aquest premi de «mancat d'interès».
La seva germana és la també matemàtica i pintora Elena Perelman.

## Joventut i formació
Nascut en una família d'origen jueu, Grigori Perelman estudià a l'Escola secundària n° 239 de Leningrad, centre reconegut internacionalment per la seva selectivitat extrema i el seu ambiciós programa d'aprenentatge de matemàtiques i de física teòrica. Va ser distingit el 1982, quan encara era estudiant a l'Institut, amb la medalla d'or per obtenir una puntuació perfecta a les Olimpíades de matemàtiques (42 punts de 42 possibles).
Va obtenir el doctorat (anomenat Candidat de Ciència a l'URSS) a finals dels 1980, a la Facultat de Matemàtiques i Mecànica de la Universitat de Leningrad, una de les universitats més reputades de l'antiga Unió Soviètica. Les seves recerques se centraren en les superfícies en sella en espais euclidians. També cultivà la seva afició a tocar el violí, amb un nivell destacable, i jugar al ping-pong.
Després de rebre el seu diploma, Perelman treballà a l'Institut de Matemàtiques de Steklov, amb Aleksandr Danílovitx Aleksàndrov i Yuri Dmitrievich Burago, i més tard col·laboraria amb diverses universitats de la Unió Soviètica abans de tornar a l'Institut Steklov.
A final dels anys 80, treballà a l'Institut Courant de la Universitat de Nova York, i més tard a la Universitat de Berkeley. A començaments del 90 retornà a Sant Petersburg i pràcticament desaparegué del món acadèmic, deixant de publicar cap més treball durant prop de 10 anys.
Fins al 2002, Perelman era conegut per les seves aportacions en teoremes de comparació en geometria riemanniana. Entre els seus notables assoliments destaca la demostració de la conjectura de Soul.
El 2002 publicà a Internet un breu article de 39 pàgines. Un procediment inusual, ja que no seguia la revisió per iguals pròpia de les publicacions científiques. Així posava sobre la taula els fonaments de la demostració de la conjectura de Poincaré que va completar publicant dos articles més per la mateixa via. Abandonà després el seu silenci en impartir nombroses conferències sobre el tema.

## El problema
La conjectura de Poincaré, proposada pel matemàtic francès Henri Poincaré el 1904, era el problema sense resoldre més famós de la topologia. De manera resumida, la conjectura indica que si una varietat topològica tridimensional tancada és simplement connexa (és a dir, cada llaç en la varietat es pot deformar en un punt), aleshores la varietat és homeomorfa a l'esfera tridimensional. S'havia demostrat que el resultat anàleg és cert en dimensions més grans; però el cas de varietats tridimensionals resultava ser el més difícil de tots, ja que quan «es manipula topològicament una varietat tridimensional hi ha massa poques dimensiones per a moure regions problemàtiques».

## La demostració de Perelman
Perelman modificà el programa de Richard Hamilton per a la demostració de la conjectura, en el qual la idea central era la noció del flux de Ricci. Es tractava, segons Hamilton de formular un procés dinàmic en el que una varietat tridimensional donada es transformi geomètricament de manera que aquest procés de distorsió sigui governat per una equació diferencial anàloga a l'equació de la calor. Equació que descriu el comportament de quantitats escalars com la temperatura; afirma que les concentracions de temperatura elevada es dispersen fins que s'arriba a una temperatura uniforme al llarg de l'objecte. Similarment, el flux de Ricci descriu el comportament d'una quantitat tensorial, el tensor de curvatura de Ricci. La idea de Hamilton és que amb el flux de Ricci, les concentracions de gran curvatura es dispersaran fins que s'assoleixi una curvatura uniforme sobre tota la varietat tridimensional. Si és així, si es comença amb qualsevol varietat tridimensional i es permet flux de Ricci, eventualment s'obtindria en principi una forma normal. D'acord amb William Thurston, aquesta forma normal ha de ser una d'un petit nombre de possibilitats, cada una amb un diferent sabor de geometria, anomenades geometries de models de Thurston.
És similar a formular un procés dinàmic que gradualment pertorbi una matriu quadrada determinada, i que resultaria després d'un temps finit en la seva forma racional canònica.
La idea de Hamilton havia despertat gran interès però no s'havia aconseguit demostrar que el procés no s'encallaria desenvolupant singularitats, fins que els càlculs de Perelman esbossaren un programa per a superar aquests obstacles. Segons Perelman, una modificació del flux de Ricci estàndard, el flux de Ricci amb cirurgia, pot eliminar sistemàticament regions singulars a mesura que es desenvolupen, de manera controlada.
Se sap que les singularitats han de donar-se en molts casos. Tanmateix, els matemàtics esperen que, assumint que la conjectura de geometrització sigui certa, qualsevol singularitat que es desenvolupi en un temps finit s'estaria essencialment comprimint al llarg de certes esferes que corresponen a la descomposició en primers de la 3-varietat. Si això es compleix, qualssevol singularitats de temps infinit han de resultar de determinades pecas col·lapsants de la descomposició JSJ. El treball de Perelman demostra en principi aquesta afirmació i, per tant, la conjectura de geometrització.

## Distincions i reconeixements
El 22 d'agost de 2006, Perelman havia de rebre la medalla Fields, en el Congrés internacional de matemàtiques.
Però Perelman no va ni anar a la cerimònia i va rebutjar la medalla. El 1996, ja havia refusat el prestigiós premi de la Societat europea de matemàtiques. Segons algunes fonts, com el seu company Alexandre Grothendieck, Perelman ara viu en una difícil situació econòmica a casa la seva mare a Sant Petersburg i es comunica només de tant en tant amb uns quants col·legues per correu electrònic.

## Medalla Fields i Premi del Mil·lenni
El maig de 2006, un comitè de nou matemàtics va votar per atorgar a Perelman una medalla Fields pel seu treball sobre el flux de Ricci. Tanmateix, Perelman es va negar a acceptar el premi. Sir John Ball, president de la Unió Matemàtica Internacional, es va acostar a Perelman a Sant Petersburg el juny de 2006 per persuadir-lo d'acceptar el premi. Després de 10 hores d'intent de persuasió durant dos dies, Ball es va rendir. Dues setmanes més tard, Perelman va resumir la conversa de la següent manera:
| « | No m'interessen els diners ni la fama, no vull mostrar-me com un animal en un zoo. No sóc un heroi de les matemàtiques. Ni tan sols tinc tant èxit; per això no vull que tothom em miri. Se'l va citar dient: | » |

| « | No puc dir que estic indignat. Altres persones ho fan pitjor. Per descomptat, hi ha molts matemàtics més o menys honestos. Però gairebé tots són conformistes. Són més o menys honestos, però toleren els que no ho són. […] No són les persones que infringeixen les normes ètiques les que es consideren extraterrestres. Són persones com jo les que estan aïllades. | » |

No obstant això, el 22 d'agost de 2006, al Congrés Internacional de Matemàtics de Madrid, a Perelman se li va oferir la Medalla Fields «per les seves contribucions a la geometria i les seves idees revolucionàries sobre l'estructura analítica i geomètrica del flux de Ricci». No va assistir a la cerimònia i el presentador va informar al congrés que Perelman es va negar a acceptar la medalla, fet que el va convertir en l'única persona que mai havia declinat el premi.
També ha rebutjat un prestigiós premi de la Societat Matemàtica Europea.
El 18 de març de 2010, Perelman va rebre el Premi dels problemes del mil·lenni per resoldre el problema. El 8 de juny de 2010, no va assistir a una cerimònia en el seu honor a l’Institut Océanographique de París per acceptar el seu premi d'un milió de dòlars. Segons Interfax, Perelman es va negar a acceptar el Premi del Mil·lenni el juliol de 2010. Va considerar injusta la decisió del Clay Institute per no compartir el premi amb Richard S. Hamilton, i va afirmar que «el motiu principal és el meu desacord amb la comunitat matemàtica organitzada. No m'agraden les seves decisions, les considero injustes».
L'Institut Clay va utilitzar posteriorment els diners del premi de Perelman per finançar la Càtedra Poincaré, una posició temporal per a joves matemàtics prometedors a l’Institut Henri Poincaré de París.

## Possible retirada de les matemàtiques
Perelman va deixar la seva feina a l’Institut Steklov el desembre de 2005. Es diu que els seus amics van afirmar que actualment troba que les matemàtiques són un tema dolorós de discutir; el 2010, alguns fins i tot van dir que havia abandonat completament les matemàtiques.
Perelman és citat en un article de 2006 a The New Yorker dient que estava decebut amb els estàndards ètics del camp de les matemàtiques. L'article implica que Perelman es refereix particularment als suposats esforços del medallista de Fields Shing-Tung Yau per minimitzar el paper de Perelman en la prova i representar el treball de Cao i Zhu. Perelman va afegir:
| « | Sempre que no fos conspicu, tenia una opció. Els autors van explicar la referència de Perelman a alguna cosa lletja com un enrenou per part de Perelman sobre les infraccions ètiques que va percebre o, si no vaig fer aquest tipus de coses, per ser tractat com una mascota. Ara, quan em converteixo en una persona molt conspícua, no puc quedar-me com a mascota i no dir res. Per això vaig haver de renunciar. | » |

Això, combinat amb la possibilitat de rebre una medalla Fields, el va portar a afirmar que havia deixat les matemàtiques professionals el 2006. Va dir:
No estava clar si, juntament amb la seva renúncia a Steklov i el posterior reclusió, Perelman va aturar la seva investigació matemàtica. Yakov Eliashberg, un altre matemàtic rus, va dir que l'any 2007 Perelman li va confiar que estava treballant en altres coses, però que era massa prematur parlar-ne. Perelman ha mostrat interès per les equacions de Navier-Stokes i el problema de l'existència i la suavitat de les seves solucions, segons Le Point.
El 2014, els mitjans russos van informar que Perelman treballava en el camp de la nanotecnologia a Suècia. Poc després, però, va ser vist de nou a la seva ciutat natal de Sant Petersburg. Els mitjans russos van especular que visita periòdicament la seva germana a Suècia, mentre viu a Sant Petersburg i té cura de la seva mare gran.

## Perelman i els mitjans de comunicació
Perelman ha evitat els periodistes i altres membres dels mitjans. Masha Gessen, autora d'una biografia sobre Perelman, Perfect Rigour: A Genius and the Mathematical Breakthrough of the Century, no va poder conèixer-lo.
El 2011 es va estrenar un documental rus sobre Perelman en què diversos matemàtics destacats discuteixen la seva obra, com ara Mikhaïl Grómov, Ludvig Faddéiev, Anatoli Vérxik, Gang Tian, John Morgan i altres, amb el títol Иноходец).
L'abril de 2011, Aleksandr Zabrovski, productor de l'estudi President-Film, va afirmar haver mantingut una entrevista amb Perelman i va acceptar rodar una pel·lícula sobre ell, sota el títol provisional La fórmula de l'univers. Zabrovsky diu que a l'entrevista, Perelman va explicar per què va rebutjar el premi d'un milió de dòlars. Diversos periodistes creuen que l'entrevista de Zabrovsky probablement és una falsificació, apuntant a contradiccions en les declaracions suposadament fetes per Perelman.
L'escriptor Brett Forrest va interactuar breument amb Perelman el 2012. A un periodista que l'havia trucat li van dir: «M'estàs molestant. Estic collint bolets».